# Vittoria di Mirafiori
Vittoria Guerrieri di Mirafiori e di Fontanafredda (Castelceriolo, 3 dicembre 1848 – Roma, 29 dicembre 1905) è stata una nobildonna italiana.
Era figlia morganatica di Re Vittorio Emanuele II di Savoia e di Rosa Vercellana

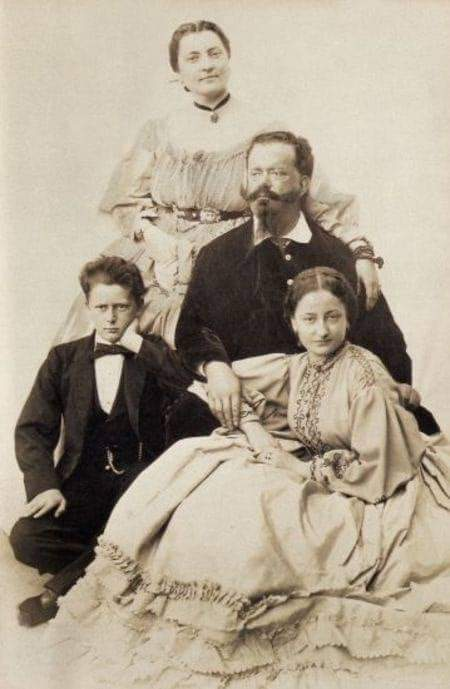
Vittoria con il fratello Emanuele e i genitori

## Biografia
Nata nel 1848 da una relazione extraconiugale di re Vittorio Emanuele II di Savoia, all'epoca re di Sardegna e dell'amante Rosa Vercellana. Vittoria aveva un fratello minore, Emanuele. Era pertanto la sorellastra di Maria Clotilde di Savoia, Umberto I di Savoia, Amedeo I di Spagna, Oddone Eugenio Maria di Savoia, Maria Pia di Savoia, Emmanuela Alberta di Roverbella, Vittorio di Rho, Maria Pia di Rho, Donato Etna e di molti altri fratellastri avuti dal padre con altre relazioni. 
Morì nel 1905 all'età di 57 anni.

## Discendenza
Vittoria si sposò tre volte:
- il 14 aprile 1868 con il marchese patrizio genovese Giacomo Filippo Spinola-Grimaldi (1828-1872), primo aiutante di campo del re, dal quale ebbe tre figli: Rosa Isabella, Vittorio Emanuele e Oberto;
- il 1º settembre 1873 con il marchese Luigi Domenico Spinola-Grimaldi (1825-1899), fratello del suo precedente marito[1], dal quale ebbe una figlia, Diana;
- nel 1900 con Paolo De Simone (1859-1906)[4].

## Albero genealogico
|                                |   |                                           | Genitori                         |  |  | Nonni |  |  | Bisnonni                           |  |  | Trisnonni                              |  |
|                                |   |                                           |                                  |  |  |       |  |  | Carlo Emanuele di Savoia-Carignano |  |  | Vittorio Amedeo II di Savoia-Carignano |  |
|                                |   |                                           |                                  |  |  |       |  |  | Carlo Emanuele di Savoia-Carignano |  |  | Vittorio Amedeo II di Savoia-Carignano |  |
|                                |   | Giuseppina Teresa di Lorena               |                                  |  |  |       |  |  | Carlo Emanuele di Savoia-Carignano |  |  |                                        |  |
| Carlo Alberto di Savoia        |   |                                           |                                  |  |  |       |  |  | Carlo Emanuele di Savoia-Carignano |  |  |                                        |  |
|                                |   | Maria Cristina di Sassonia                | Carlo di Sassonia                |  |  |       |  |  |                                    |  |  |                                        |  |
|                                |   | Maria Cristina di Sassonia                | Carlo di Sassonia                |  |  |       |  |  |                                    |  |  |                                        |  |
|                                |   | Maria Cristina di Sassonia                | Francesca Korwin-Krasińska       |  |  |       |  |  |                                    |  |  |                                        |  |
| Vittorio Emanuele II di Savoia |   | Maria Cristina di Sassonia                |                                  |  |  |       |  |  |                                    |  |  |                                        |  |
|                                |   | Ferdinando III di Toscana                 | Leopoldo II d'Asburgo-Lorena     |  |  |       |  |  |                                    |  |  |                                        |  |
|                                |   | Ferdinando III di Toscana                 | Leopoldo II d'Asburgo-Lorena     |  |  |       |  |  |                                    |  |  |                                        |  |
|                                |   | Ferdinando III di Toscana                 | Maria Ludovica di Borbone-Napoli |  |  |       |  |  |                                    |  |  |                                        |  |
| Maria Teresa d'Asburgo         |   | Ferdinando III di Toscana                 |                                  |  |  |       |  |  |                                    |  |  |                                        |  |
|                                |   | Luisa Maria Amalia di Borbone-Due Sicilie | Ferdinando I di Borbone          |  |  |       |  |  |                                    |  |  |                                        |  |
|                                |   | Luisa Maria Amalia di Borbone-Due Sicilie | Ferdinando I di Borbone          |  |  |       |  |  |                                    |  |  |                                        |  |
|                                |   | Luisa Maria Amalia di Borbone-Due Sicilie | Maria Carolina d'Asburgo-Lorena  |  |  |       |  |  |                                    |  |  |                                        |  |
| Vittoria di Mirafiori          |   | Luisa Maria Amalia di Borbone-Due Sicilie |                                  |  |  |       |  |  |                                    |  |  |                                        |  |
|                                | … | …                                         |                                  |  |  |       |  |  |                                    |  |  |                                        |  |
|                                | … | …                                         |                                  |  |  |       |  |  |                                    |  |  |                                        |  |
|                                | … | …                                         |                                  |  |  |       |  |  |                                    |  |  |                                        |  |
| Giovanni Battista Vercellana   | … |                                           |                                  |  |  |       |  |  |                                    |  |  |                                        |  |
|                                |   | …                                         | …                                |  |  |       |  |  |                                    |  |  |                                        |  |
|                                |   | …                                         | …                                |  |  |       |  |  |                                    |  |  |                                        |  |
|                                |   | …                                         | …                                |  |  |       |  |  |                                    |  |  |                                        |  |
| Rosa Teresa Vercellana         |   | …                                         |                                  |  |  |       |  |  |                                    |  |  |                                        |  |
|                                |   | …                                         | …                                |  |  |       |  |  |                                    |  |  |                                        |  |
|                                |   | …                                         | …                                |  |  |       |  |  |                                    |  |  |                                        |  |
|                                |   | …                                         | …                                |  |  |       |  |  |                                    |  |  |                                        |  |
| Maria Teresa Griglio           |   | …                                         |                                  |  |  |       |  |  |                                    |  |  |                                        |  |
|                                |   | …                                         | …                                |  |  |       |  |  |                                    |  |  |                                        |  |
|                                |   | …                                         | …                                |  |  |       |  |  |                                    |  |  |                                        |  |
|                                |   | …                                         | …                                |  |  |       |  |  |                                    |  |  |                                        |  |
|                                |   | …                                         |                                  |  |  |       |  |  |                                    |  |  |                                        |  |